# Steff la Cheffe
Steff la Cheffe, de son vrai nom Stefanie Peter, née le 4 avril 1987 à Berne, est une rappeuse et beatboxeuse suisse du quartier Breitenrain (de) à Berne. 

## Biographie
Steff la Cheffe écrit ses premiers textes à l'âge de 13 ans. Elle commence en même temps le beatboxing. C'est son frère ainé fan de Sens Unik qui l'initie au rap en lui offrant deux CD. L'un de The Roots et l'autre de Rahzel.   

Elle est également inspirée par le rappeur bernois bilingue Greis. À propos de l'engagement politique, au-delà du fait qu'elle s'agace de la longue attente des femmes suisses pour le droit de vote, elle déclare  
« J’ai de l’empathie, je suis critique, vote à gauche, mais ne m’engage pas dans un parti. La vie est plus que de la politique. Je préfère la psychologie. L’individuel est presque plus intéressant que le collectif. » 
Elle choisit son nom de scène inspirée par un professeur de français, intriguée par la féminisation du terme.   
Elle se produit pour la première fois sur scène à Berne en 2009 sur la Waisenhausplatz. Elle se produit également dans des villes hors de Suisse, notamment comme beatboxeuse à Paris, Prague et Berlin. 
En 2009, Steff la Cheffe accompagne Andreas Vollenweider en tant que beatboxeuse lors de ses concerts. Les chansons de Vollenweider sont reprises dans une version entièrement révisée avec Daniel Küffer. La même année, Steff la Cheffe est distinguée sur m4music en tant que Newcomer of the year. Elle remporte également la première place dans la catégorie Musique urbaine. Elle devient également vice-championne du monde de la catégorie féminine aux Championnats du monde de beatbox à Berlin. 
Le premier album de Steff la Cheff, Bittersüessi Pille sorti le 9 mai 2010 et atteint la 7e place dans le hit-parade suisse. 

## Récompense
- 2011 : Swiss Music Award du « Best Talent National »[1].

En 2015, elle reçoit le prix Goldige Chrönli en tant que rappeuse robot dans la pièce radiophonique Jimmy Flitz (de) avec divers autres artistes de dialecte suisse. 

## Discographie
- 2010 : Pilule Bittersüessi contenant la chanson Wo Bisch?[4].
- 2013 : L'anniversaire de Vögu
- 2018 : Härz Schritt Macherin

## Autres publications
- 2012 : Zu allem bereit feat. Dodo - Samplerbeitrag Bock uf Rap 2 (BMMP)